# Экмюль
Экмюль (нем. Eggmühl) — деревня в Баварии, на реке Гросе-Лабер, Германия, в 20 километрах к юго-востоку от города Регенсбурга. В ряде источников описывается как Эггмюль; также этот вариант написания упоминается в «ЭСБЕ». С 1978 года он является частью муниципалитета Ширлинг.
Этот населённый пункт стал широко известен после Экмюльской битвы, произошедшей 21—22 апреля 1809 года в ходе Войны Пятой коалиции между французами, баварцами, вюртембергцами под командованием Наполеона и австрийской армией под командованием эрцгерцога Карла, в результате которой последний потерпел поражение, а на поле брани погибло почти 20 тысяч человек с той и другой стороны. Бонапарт, в знак признания большого вклада маршала Луи Никола Даву в победу, присвоил ему титул герцога Экмюльского.